# Grum

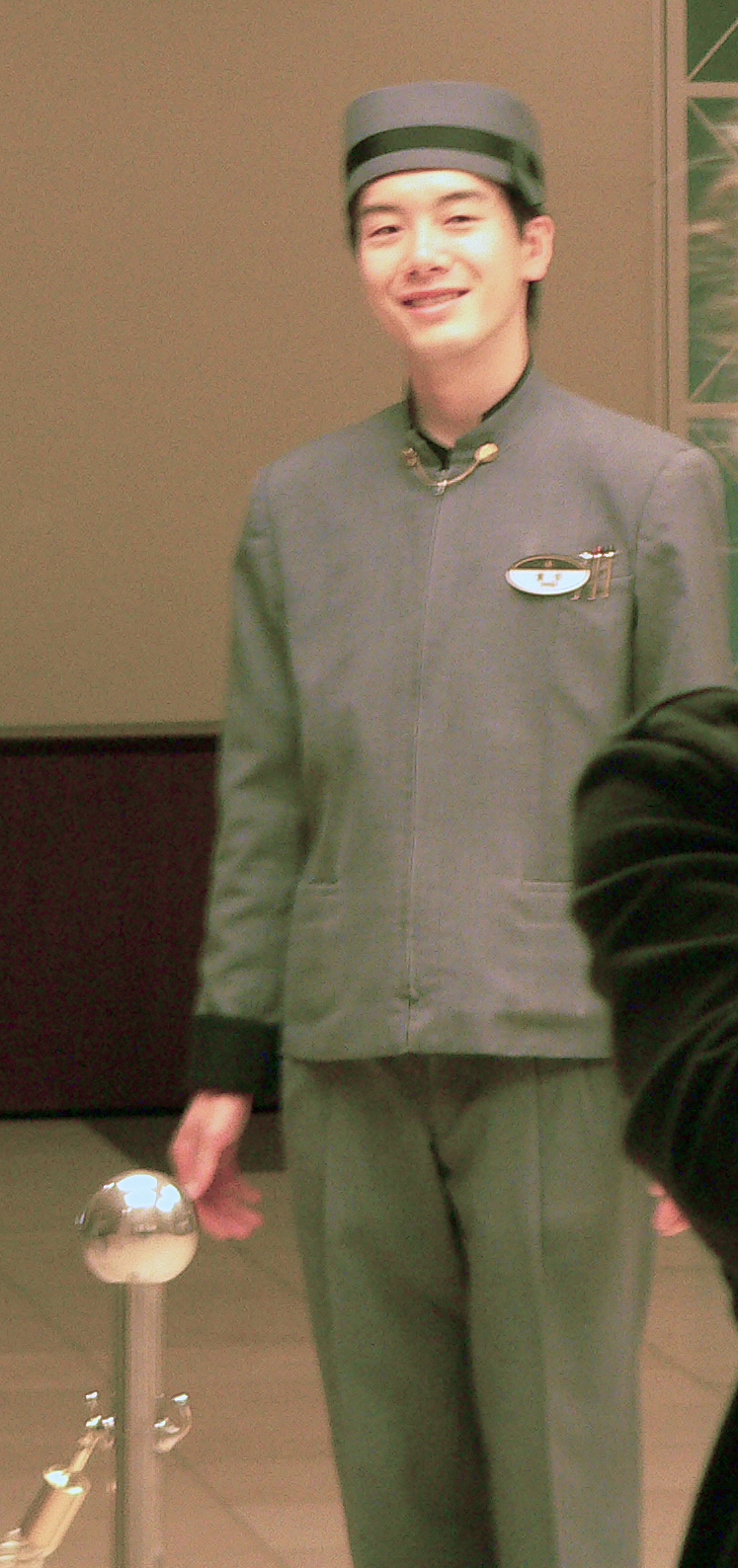
grum al Japó

Un grum o  mosso d'equipatge  és en hoteleria la persona encarregada de transportar l'equipatge des del vehicle del client de l'hotel fins a l'habitació d'aquest i viceversa.
Els grum també poden realitzar altres tasques, com obrir la porta principal de l'hotel, donar adreces o acomodar altre tipus d'estris com cadires de rodes o mini escúters. La seva presència sol ser més comuna en hotels superiors a tres estrelles. En molts països és costum donar propina al grum després que aquest carregui l'equipatge. Tradicionalment és típic que els grums vesteixin d'uniforme, amb el casquet circular com a lligadura característica.